# الحي السابع (مدينة نصر)
الحي السابع هي شياخة في حي غرب مدينة نصر، تقع في أقصى جنوب مدينة نصر بالقاهرة، مصر. ويحده شرقا امتداد شارع عباس العقاد وغربا الحي السادس وشمالا مدينة الفتح لضباط الشرطة وحي السفارات وهما من أرقى أحياء مدينة نصر وجنوبا المنطقة الأولى. ويرجع تاريخ بنائه وتخطيطه إلى ماقبل عام 1969. ومن أشهر شوارعه شارعي الطيران وذاكر حسين. يحتوي الحي السابع على بضعة معالم هامة كمستشفى الشرطة والمحكمة المدنية الخاصة بمنطقة مدينة نصر.تقع ملاهي وندرلاند في هذا الحي.

## الشركات
- شركه إنبى للبترول.

## الهيئات والمصالح الحكومية
- هيئة الطاقة الذرية (هيئة الطاقة الجديدة والمتجددة).
- وزارة التعليم العالي
- هيئه الامداد والتموين القوات المسلحة رقم 2
- المحكمة النيابية بالحي السابع .

## البنوك
- البنك الأهلي.
- بنك فيصل الإسلامي.
- بنك مصر - بشارع الطيران.

بنك ناصر الاجتماعى - شارع ابن الرومى متفرع من ذاكر حسين

## ملاهي وحدائق
- الحديقة الدولية - أخر شارع عباس العقاد (بجوار وندرلاند).
- وندرلاند - أخر شارع عباس العقاد.
- حديقة الطفل - شارع مكرم عبيد